# Супутникова платформа
Супутникова платформа (Космічна Платформа або Модуль Службових Систем) — це уніфікована платформа для побудови сучасних супутників зв'язку, яка включає в себе всі основні системи супутника крім модуля корисного навантаження.
Використання космічних платформ має ряд переваг в порівнянні з індивідуальним виготовленням космічний апаратів:
- зменшення витрат на проектування у зв'язку з серійністю виробництва і можливістю розподілу вартості проектування платформи між усіма супутниками серії;
- збільшення надійності супутників через багаторазову перевірку та відпрацювання їхніх систем;
- зменшення часу виробництва супутників до 18-36 місяців. Крім того виробники можуть гарантувати терміни виготовлення.

Космічна платформа зазвичай застосовується для виготовлення геостаціонарних супутників зв'язку, але може служити і для інших проектів.

## Компоненти космічної платформи
Відношення маси корисного вантажу комерційних телекомунікаційних супутників до загальної маси КА
У космічну платформу входять всі службові системи супутника крім модуля корисного навантаження:
- Система енергопостачання (включаючи сонячні батареї та акумулятори);
- Система управління рухом, орієнтації і стабілізації, що складається з оптичних датчиків, вимірників кутових швидкостей і маховиків;
- Апогейний двигун для довивода з геоперехідну на геостаціонарну орбіти;
- Двигуни корекції за широтою та довготою (часто за допомогою ЕРД);
- Система терморегулювання, призначена для відведення тепла від службових систем і систем модуля корисного навантаження;
- Бортовий комплекс управління з системою передачі службової телеметричної інформації;

Також, на космічній платформі передбачається місце для встановлення відсіку корисного навантаження і антен. Зазвичай платформи оптимізуються під масу корисного навантаження, що в свою чергу визначає масу всього супутника і потужність системи енергопостачання.

### Співвідношення КН до загальної маси КА

Економія, яка може бути досягнута при використанні іонних електричних двигунів

Одним з найважливіших параметрів є відношення маси КН до загальної маси КА. Очевидно, що чим краще це співвідношення, тим ефективніше можуть бути виконані завдання місії. Зазвичай вантажопідйомність ракети-носія визначає максимальну масу КА на орбіті. Таким чином, чим менше важить платформа, тим більше корисного вантажу може бути доставлене на задану орбіту.
В даний час цей показник становить приблизно 18-19% для сучасних важких телекомунікаційних платформ, таких як Spacebus або Експрес 2000. Основною технологічною проблемою є енергетична вартість підвищення орбіти з геоперехідну до геостаціонарної. КА повинні нести велику кількість пального для підвищення орбіти (до 3 тонн і більше). Крім того, ще 400 — 600 кг використовується для утримання супутника на заданій орбіті за весь час активної експлуатації.
У недалекому майбутньому, широке використання електричних іонних двигунів, а також зменшення маси сонячних батарей і акумуляторів повинно привести до покращення відношення маси ПН до загальної маси КА до 25% і більше.
Одним з найперспективніших напрямів є розвиток електричних іонних і плазмових двигунів. Ці двигуни мають набагато більш високим питомим імпульсом в порівнянні з традиційними двох-компонентними гідразіновимі системами (1500-4000 сек. проти 300 сек) і тому їх використання може призвести серйозного зменшення маси супутників і відповідного зменшення вартості їх запуску. Наприклад, електричний іонний двигун фірми Boeing XIPS25, використовує всього лише 75 кг пального для утримання супутника на орбіті протягом 15 років. При можливому використанні цього двигуна для підвищення і подальшого утримання орбіти, можна заощадити до 50 млн Євро (хоча в цей час ця функція повністю не використовується).
З іншого боку, використання нових технологій щодо сонячних батарей (перехід з кремнієвих на багатошарові GaInP / GaAs / Ge) і акумуляторів (впровадження літій-іонних технологій) також призведе до зниження ваги КА.

## Типи космічних платформ
По масі (разом з пальним), в наш час[коли?] супутникові платформи можна розділити на три категорії:
- Легкі, масою до 2000 кг, з потужністю корисної навантаження до 6 кВт;
- Середні, масою до 5000 кг, з потужністю до 14 кВт;
- Важкі, масою більше п'яти тонн потужністю більше 15-20 кВт і більше.

Також при розробці платформи враховуються тип висновку на опорну орбіту: прямий висновок або з довиводом з геоперехідну на геостаціонарну орбіти з допомогою апогейной ДУ супутника. У загальному випадку, КА побудовані з легких платформах можуть бути безпосередньо виведені на геостаціонарну орбіту, що дозволяє позбутися апогейного двигуна і супроводжує його палива.

## Список космічний платформ
В даний час основні виробники геостаціонарних супутників використовують такі супутникові платформи:
| Назва                     | Маса, кг                  | Потужність КН, кВт        | Кількість побудованих (замовлених) апаратів | Виробник                                           | Країна                       |
| Середні і важкі платформи | Середні і важкі платформи | Середні і важкі платформи | Середні і важкі платформи                   | Середні і важкі платформи                          | Середні і важкі платформи    |
| ------------------------- | ------------------------- | ------------------------- | ------------------------------------------- | -------------------------------------------------- | ---------------------------- |
| Spacebus                  | 3000-5900                 | до 11,6                   | 63 (7)                                      | Thales Alenia Space                                | Франція / Італія             |
| Eurostar                  | до 6400                   | 6 — 14                    | более 60                                    | EADS Astrium                                       | Франція / Німеччина          |
| Alphabus                  | 6000 — 8800               | 12 — 18                   | 0 (1)                                       | EADS Astrium/Thales Alenia Space                   | Франція / Італія / Німеччина |
| Boeing 702                | до 6000                   | до 18                     | 22 (17)                                     | Boeing                                             | США                          |
| Loral 1300                | до 8000                   | до 20                     | 73                                          | Space Systems/Loral                                | США                          |
| A2100AX                   | 2800 — 6600               | до 15                     | 36                                          | Lockheed Martin Space Systems                      | США                          |
| КАУР-4                    | 2300 — 2600               | 1,7 — 6,8                 | 31                                          | ВАТ ІСС                                            | Росія                        |
| Експрес 2000              | до 6000                   | до 14                     | 0 (4)                                       | ВАТ ІСС                                            | Росія                        |
| Dong Fang Hong IV (DFH-4) | до 5200                   | до 8                      | 12                                          | China Aerospace Science and Technology Corporation | КНР                          |
| Легкі платформи           |                           |                           |                                             |                                                    |                              |
| STAR Bus                  | 1450 (сухая)              | 1,5 — 7,5                 | 21 (10)                                     | Orbital Sciences Corporation                       | США                          |
| Експрес 1000              | до 2200                   | до 6                      | 0 (10)                                      | ОАО ІСС                                            | Росія                        |
| A2100A                    |                           | 1-4                       |                                             | Lockheed Martin Space Systems                      | США                          |
| LUXOR (SmallGEO)          | 1600 — 3000               | до 4                      | 0 (1)                                       | OHB                                                | Німеччина                    |